# Local Natives
Local Natives (tidigare Cavil at Rest) är ett amerikanskt indieband, baserat i Los Angeles. Bandet bildades 2008 och släppte sin debutskiva, Gorilla Manor, 2009.

## Medlemmar
Nuvarande medlemmar
- Taylor Rice - gitarr, sång, bas (2008-idag)
- Kelcey Ayer - sång, keyboard, slagverk, gitarr (2008-idag)
- Ryan Hahn - gitarr, keyboard, mandolin, sång (2008-idag)
- Matt Frazier - trummor (2008-idag)
- Nik Ewing - bas (2012-idag)

Tidigare medlemmar
- Andy Hamm - bas (2006-2011)

## Diskografi
Studioalbum
- 2006 – Orion Way (som Cavil at Rest)
- 2009 – Gorilla Manor
- 2013 – Hummingbird

Singlar
- 2009 - Sun Hands
- 2009 - Camera Talk
- 2010 - Airplanes
- 2010 - Wide Eyes
- 2010 - Who Knows Who Cares
- 2010 - World News
- 2012 - Breakers
- 2013 - Heavy Feet
- 2013 - You & I
- 2013 - Ceilings
- 2016 - Past Lives
- 2016 - Villainy